# 알마스 타워
알마스 타워 혹은 다이아몬드 타워(아랍어:برج الماس )는 아랍에미리트 두바이에 있는 마천루이다. 부르즈 할리파가 완공되기 전까지는 두바이에서 가장 높은 건물이었다.

## 같이 보기
- 두바이의 마천루 목록
- 아랍에미리트의 마천루 목록